# کلی اورندن

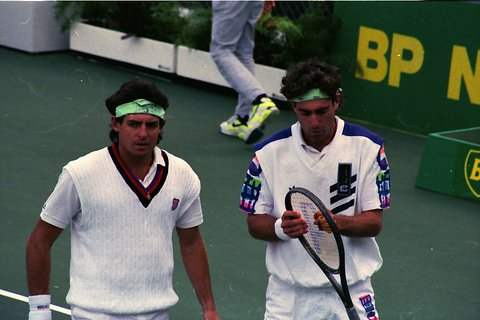
کلی اورندن - ۱۹۹۲

 کلی اورندن (انگلیسی: Kelly Evernden؛ زاده ۲۱ سپتامبر ۱۹۶۱) یک تنیس‌باز اهل نیوزیلند است.